# Kastilien
Kastilien er den centrale region i Spanien. Den spanske hovedstad Madrid ligger i regionen. Navnet kommer af de mange slotte (Castillos), der ligger der.
Regionen består af tre selvstyrende områder, Castilien og Leon, Madrid og Castilien-La Mancha.